# Тимощук Андрій Петрович
Андрі́й Петро́вич Тимощу́к (1 серпня 1972 — 12 червня 2015) — український військовик, солдат Збройних сил України. Загинув під час російсько-української війни.

## Короткий життєпис
Андрій Тимощук народився в смт Теофіполі на Хмельниччині, закінчив Теофіпольську ЗОШ № 1, навчався у Базалійському та Теофіпольському профтехучилищах, здобув робітничі професії штукатура-плиточника, тракториста, водія та кранівника. У 1998 році одружився із дівчиною Людмилою із Кунчі. У них народився син Руслан. Але життя не склалося. Вдруге одружився на Тернопільщині. Спочатку сім'я жила в Тернополі, 2005 року продали квартиру та переїхали до Галущинців Підволочиського району. Андрій хотів позбутися гамору міста та займатися сільським господарством. Сім'я Тимощуків обробляла город і тримала невеличку господарку. Працював на будівництві, робив ремонти.
19 лютого 2015-го мобілізований, два місяці був у Львові, пізніше на Закарпатті, через кілька місяців підготовки вирушив на фронт. Солдат, водій-мінометник 128-ї гірсько-піхотної бригади.
12 червня 2015 року близько 16:15 терористи з боку залізничного мосту (Червоний Яр) обстріляли із АГС-17 позиції українських сил поблизу Станиці Луганської. Того дня Андрій із побратимами закінчили службу на посту і відпочивали після караулу. Розвідка вчасно не доповіла, що насувається небезпека та, коли почався обстріл, Тимощук не встиг добігти до бліндажа, снаряд «града» розірвався в безпосередній близькості. Двоє військових зазнали поранень, Андрій Тимощук від поранень помер.
Люди навколішках зі свічками у руках зустрічали тіло земляка-героя 17 червня на мості між Волочиськом та Підволочиськом. 18 червня 2015-го похований у селі Галушинцях з військовими почестями.
Без чоловіка залишилися дружина Наталія Володимирівна та син Максим (нар. 2000), брат Петро.

## Нагороди
- 16 січня 2016 року, — за мужність, самовідданість і високий професіоналізм, виявлені у захисті державного суверенітету та територіальної цілісності України, вірність військовій присязі, — нагороджений орденом «За мужність» III ступеня (посмертно)[1].
- почесний громадянин Тернопільської області (21 грудня 2022, посмертно)[2].